# Wachberg (Šluknovská pahorkatina)
Wachberg (česky  doslovně Strážný vrch) je 497 m vysoký vrch v saském zemském okrese Saské Švýcarsko-Východní Krušné hory v oblasti Saského Švýcarska asi 1 km severně od vsi Saupsdorf (místní část velkého okresního města Sebnitz) u státní hranice s Českem.

## Přírodní poměry
Wachberg leží v oblasti Saského Švýcarska na území Chráněné krajinné oblasti Saské Švýcarsko, z geomorfologického hlediska však patří k německé části Šluknovské pahorkatiny (Lausitzer Bergland) a její mesogeochoře Jihozápadní hornolužická vrchovina (Südwestliches Oberlausitzer Bergland). Geologické podloží tvoří střednězrnný lužický granodiorit, který ve svahových lesích vystupuje na povrch ve formě suťových polí. Na jižním svahu je granodiorit prostoupen čedičem, který se zde do konce 19. století těžil v již zarostlém lomu. Převládajícím půdním typem je podzolová kambizem, na východním svahu se vyskytuje též glej. Vrcholová část je porostlá převážně jehličnatým lesem s převahou smrku ztepilého (Picea abies). Kopec náleží k povodí Labe a úmoří Severního moře.

## Historie
Pravděpodobný původ názvu vrchu je ze spojení slov Wache-Berg, česky Strážný vrch. Od 15. století se nacházel na hranici mezi Saským kurfiřtstvím a Českým královstvím a díky své výhodné poloze a výhledu sloužil při ostraze hranic. Vlivem rozšiřujícího se turismu v oblasti Saského Švýcarska byl kolem roku 1851 zřízen první hostinec. Z této doby pochází také označení Schweizerkrone (česky Švýcarská koruna), pod kterým je kopec mezi turisty stále známý. Hostinec a penzion Wachbergbaude na vrcholu kopce je od roku 1897 v soukromém vlastnictví. U příležitosti 200. výročí nouzového přistání první německé vzduchoplavkyně Wilhelmine Reichardové (1788–1848) zde byla 30. září 2011 odhalena pamětní tabule.

## Turistika
Vrch poskytuje daleký výhled na stolové hory Děčínské vrchoviny na jihu, na východní Krušné hory s Geisingbergem a Kahlebergem na jihozápadě a na Národní park České Švýcarsko na východě a jihovýchodě. Za dobré viditelnosti je na východě viditelná Sněžka. Po vrcholech mezi Sebnitz a Hinterhermsdorfem vede modře značená turistická cesta zvaná Dr.-Alfred-Meiche-Weg. Pojmenovaná je po místním historikovi a vlastivědci Alfredu Meichem (1870–1947) a tvoří součást Evropské dálkové trasy E3. Z této trasy odbočuje zelená turistická stezka, která vede přes státní hranici do sousedních Mikulášovic.